# J. Eskine
Jonathan Souza Santana (Salvador, 29 de dezembro de 1999), mais conhecido como J. Eskine, é um cantor e compositor brasileiro. Ele ganhou destaque nacional no final de 2024 com o lançamento da canção "Resenha do Arrocha", que alcançou a primeira posição na Billboard Brasil Hot 100. É um dos artistas mais populares do Brasil em 2025 de acordo com a lista da Billboard Artista 25.
J. Eskine Iniciou sua carreira musical em 2018, cantando músicas no estilo trap e compartilhando vídeos e gravações em suas redes sociais. Entre 2018 e 2019, também participava de batalhas de rap com amigos, publicando os registros no YouTube.

## Biografia
Jonathan Souza Santana nasceu no bairro Uruguai, em Salvador, Bahia, no dia 29 de dezembro de 1999. De origem em uma família evangélica, Jonathan iniciou sua carreira como músico já na escola, onde cantava e tocava violão junto com um amigo durante os intervalos das aulas.  Antes da fama, Jonathan se apresentava em ônibus, terminais de barcos e feiras culturais em Salvador, onde interpretava músicas de outros artistas brasileiros para arrecadar dinheiro e ajudar sua família em casa.

## Discografia

### Álbum

#### Extended play (EP)
| Título                                                      | Detalhes |
| ----------------------------------------------------------- | --- |
| Gângster Também Ama                                         | - Lançamento: 13 de dezembro de 2024 - Gravadora: HITLAB Records - Formato: Download digital, streaming     |
| O Que Bate É Maluquice                                      | - Lançamento: 31 de janeiro de 2025 - Gravadora: HITLAB Records - Formato: Download digital, streaming      |
| Seresta Do Pai Das Crianças (com Tierry e Seresta do Rasta) | - Lançamento: 7 de fevereiro de 2025 - Gravadora: Virgin Music Group - Formato: Download digital, streaming |
| Nem Só de Maluquice Vive o Homem                            | - Lançamento: 27 de junho de 2025 - Gravadora: Independente - Formato: Download digital, streaming          |

### Singles
| Canção                                               | Ano  | Álbum                  |
| ---------------------------------------------------- | ---- | ---------------------- |
| Brisa da Maré Como Jonathan Eskine                   | 2018 | Não incluso em álbum   |
| Força Como Jonathan Eskine (com 808 Ander)           | 2018 | Não incluso em álbum   |
| Libertar Como Jonathan Eskine (com Timothy Infinite) | 2019 | Não incluso em álbum   |
| Ciclozin Como Jonathan Eskine                        | 2019 | Não incluso em álbum   |
| Brota Como Jonathan Eskine (com Vine MC)             | 2020 | Não incluso em álbum   |
| Faixada (com Shook e B.I.G Carter)                   | 2020 | Não incluso em álbum   |
| Minha Saída                                          | 2020 | Não incluso em álbum   |
| Delira (com Alef Donk e 7marys)                      | 2021 | Não incluso em álbum   |
| Sede                                                 | 2021 | Não incluso em álbum   |
| Dócil (com Jheff e Lcs)                              | 2021 | Não incluso em álbum   |
| Naquela Noite                                        | 2024 | Não incluso em álbum   |
| Resenha do Arrocha (com Alef Donk)                   | 2024 | Não incluso em álbum   |
| Rala Xerekinha - Joga No Coroa (com Wilson Castro)   | 2024 | Não incluso em álbum   |
| Resenha do Arrocha 2.0 (com Alef Donk)               | 2024 | Não incluso em álbum   |
| Medo de Amar (com Silvanno Salles e Alef Donk)       | 2025 | O Que Bate É Maluquice |
| Resenha do Arrocha 3.0 (com Alef Donk)               | 2025 | O Que Bate É Maluquice |
| Rala Em Mim (com Alef Donk, Mc Luuky e Dj Glenner)   | 2025 | O Que Bate É Maluquice |

### Como artista convidado
| Canção                    | Ano  | Artista(s)                                             | Álbum                |
| ------------------------- | ---- | ------------------------------------------------------ | -------------------- |
| Chama Os Moleque          | 2019 | Mc Negrito, Nenê Cantista, Mc Kenno Junios             | Não incluso em álbum |
| Até Que a Peto nos Separe | 2020 | Bel4triz, Fiaes, Dublack Sons, Shook, Mansha, Sholdmc  | Não incluso em álbum |
| 4 Da Manhã                | 2021 | Vin& Do Beat                                           | Não incluso em álbum |
| Meu Time                  | 2021 | Vin& Do Beat, Nenê Cantista, Mano Xandã0, Jc Rodrigues | Não incluso em álbum |
| Ela Vem de Longe          | 2025 | Aaron Modesto, DG e Batidão Stronda, Mc Luuky          | Não incluso em álbum |
| Mãe Solteira              | 2025 | DG e Batidao Stronda, Mc Davi e Mc G15                 | Não incluso em álbum |

### Outras canções
| Canção               | Ano  | Álbum                  |
| -------------------- | ---- | ---------------------- |
| Zona                 | 2024 | Gângster Também Ama    |
| Gelo em Chamas       | 2024 | Gângster Também Ama    |
| Cineminha Com Pipoca | 2024 | Gângster Também Ama    |
| Má Fase              | 2024 | Gângster Também Ama    |
| Resenha 1 a 8        | 2025 | O Que Bate É Maluquice |
| Resenha de Ex-Love   | 2025 | O Que Bate É Maluquice |